# Alejo Carpentier

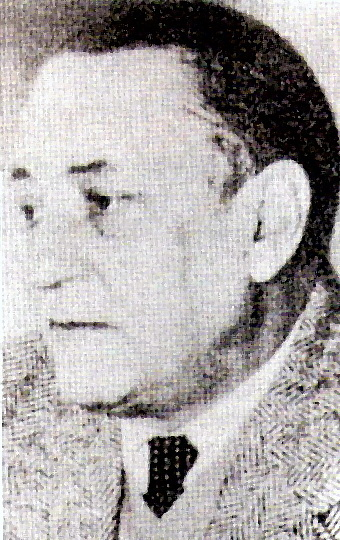
Alejo Carpentier (1979)

Alejo Carpentier Valmont (* 26. Dezember 1904 in Lausanne, Schweiz; † 24. April 1980 in Paris) war ein kubanisch-französischer Schriftsteller und Musikologe.

## Leben
Carpentier war Sohn des französischen Architekten Georges Julien Carpentier und der russischen Sprachlehrerin Lina Valmont. Die Familie emigrierte kurz nach der Geburt Alejos von Europa nach Kuba, in deren Hauptstadt Havanna er aufwuchs. Er studierte Architektur, Literatur und Musikwissenschaft. Carpentier war Mitarbeiter und Herausgeber verschiedener Zeitungen und Zeitschriften.
Nach einem kurzen Gefängnisaufenthalt wegen oppositioneller Aktivitäten und Beteiligung an einem Aufstand gegen den Diktator Gerardo Machado ging er 1927/28 für elf Jahre ins Exil nach Paris. Dort bewegte er sich im Kreis der Surrealisten André Breton, Tristan Tzara, Louis Aragon und Pablo Picasso. Mit dem Sieg des Faschismus in Europa 1939 kehrte Carpentier wieder nach Havanna zurück, lehrte als Professor für Musikwissenschaft an der Universität, schrieb Zeitungsbeiträge und arbeitete für eine staatliche Rundfunkanstalt. Von 1945 bis 1959 lebte er im venezolanischen Exil in Caracas.
In dem Vorwort zu seinem Roman El reino de este mundo von 1949 (dt. Das Reich von dieser Welt, 1964), formuliert Carpentier sein Konzept des „Wunderbar Wirklichen“ (spanisch: „Lo real maravilloso“), den Grundgedanken des magischen Realismus (spanisch: realismo mágico), das einen großen Einfluss auf die eigenständige Entwicklung der lateinamerikanischen Literatur hatte: „Überall begegnete mir das wunderbar Wirkliche. Aber ich dachte auch, dass diese Gegenwärtigkeit und Gültigkeit des wunderbar Wirklichen nicht Privileg Haitis sei, sondern Erbgut ganz Amerikas. Das wunderbar Wirkliche findet sich auf Schritt und Tritt im Leben der Menschen.“ Lateinamerika wurde für Carpentier in einer Zeit, in der Europa von totalitären Systemen beherrscht wurde, zu einer positiven Utopie, in der sich das Wunderbare nicht nur in den Entwürfen von Künstlern, sondern in der Realität finden lässt. Diese Perspektive wurde allerdings als eurozentrisch kritisiert. Carpentier wies diese Kritik zurück, da seiner Meinung nach das „wunderbar Wirkliche“ sich nicht aus den Eigenschaften und Merkmalen der betrachteten Objekte an sich ergibt, sondern aus der Beziehung zwischen Objekt und Subjekt: Das Subjekt muss das Wunderbare, Besondere, Unerwartete bemerken und seine Protagonisten immer wieder in entsprechende Situationen versetzen. Dies sei nur durch den Blick von außen auf diese Kulturen mit ihren Mythen und ihrem Geisterleben möglich.
Themen seiner Werke ranken sich um kulturelle Mischungen sowie um afro-kubanische Musik und Kultur. Der weiße Mensch erscheint nicht häufig in seinen Werken – aber wenn, dann repräsentiert er vier repressive Institutionen: Gefängnis, Kirche, Sklaverei und Imperialismus. Auch Reisen sind ein wichtiges Thema: In allen seinen Werken sind Reisende die Protagonisten der Handlung. Das wurde auf das reiseintensive Leben Carpentiers zurückgeführt.
1959 kehrte Carpentier nach Kuba zurück, wo er als Professor für Literatur an der Universität Havanna arbeitete. Fidel Castro ernannte ihn zum Staatssekretär und übertrug ihm die Leitung des kubanischen Staatsverlages. Sein Roman El siglo de las luces (1962) handelt vom Einfluss der Französischen Revolution auf die Karibik, kann aber auch als Mahnung vor Fehlentwicklungen der kubanischen Revolution gelesen werden.
Carpentier war Mitglied der Kommunistischen Partei Kubas.
Ab 1966 lebte Carpentier als Kulturattaché der kubanischen Regierung in Paris. Als solcher starb er dort im Alter von 76 Jahren am 24. April 1980. Beigesetzt wurde er auf dem Cementerio Cristóbal Colón in Havanna.

Grab von Alejo Carpentier auf dem Friedhof Cementerio de Colón in Havanna

1977 wurde Alejo Carpentier mit dem Cervantespreis ausgezeichnet.

## Werke
- ¡Ecué-Yamba-O!. 1933, Roman; Rafael Rodríguez Beltrán, coordinator, primera edición, Córdoba, República Argentina : Alción Editora, 2018, ISBN 978-987-646-782-7, ISBN 978-2-910050-59-7
- El reino de este mundo. 1949, Roman (deutsch: Das Reich von dieser Welt. 1964)
- La música en Cuba. 1946, musikwissenschaftliches Sachbuch
- Los pasos perdidos. 1953, Roman (deutsch: Die verlorenen Spuren. 1982, ISBN 3-518-39744-3)
- El acoso. 1956, Roman (deutsch: Finale auf Kuba. 1960; Hetzjagd. 1989)
- El siglo de las luces. 1962, Roman (deutsch: Explosion in der Kathedrale. 1964)
- El recurso del método. 1974, Roman (deutsch: Staatsraison. 1976; Die Methode der Macht. 1989)
- Concierto barroco. 1974, Novelle (deutsch: Barockkonzert. 1976)
- América Latina en la confluencia de coordenadas históricas y su repercusión en la música. In: Isabel Aretz (Hrsg.): América Latina en su música. Mexiko-Stadt/Paris 1977, S. 20–34 (spanisch, clariperu.org [abgerufen am 26. September 2024]).
- La consagración de la primavera. 1978, Roman (deutsch: Le Sacre du Printemps, Suhrkamp, Frankfurt am Main 1993, ISBN 3-518-39123-2)
- El arpa y la sombra. 1979, Roman (deutsch: Die Harfe und der Schatten. 1979)
- El amor a la ciudad. Erzählung (deutsch: Mein Havana; Amman Verlag; 2000, ISBN 3-250-30001-2)

## Verfilmungen
- 1977: Es lebe der Präsident (El recurso del método)
- 1989: Barroco